# Dihydroxymethylfuratrizin
Dihydroxymethylfuratrizin ist eine chemische Verbindung aus der Gruppe der Triazine und ein Furalazinderivat.

## Gewinnung und Darstellung
Dihydroxymethylfuratrizin kann durch Reaktion von 3-Amino-6-(5-nitro-2-furylethenyl)-1,2,4-triazin mit Formaldehyd in Dimethylformamid bei 80–90 °C gewonnen werden.

## Eigenschaften
Dihydroxymethylfuratrizin ist ein gelber Feststoff, der praktisch unlöslich in Wasser ist.

## Verwendung
Dihydroxymethylfuratrizin wurde als Mittel gegen ein breites Spektrum gramnegativer und grampositiver Bakterien verwendet. In der Vergangenheit wurde es unter dem Handelsnamen Panfuran-S (eine kommerzielle Mischung, die 200 g/kg Dihydroxymethylfuratrizin, Saccharose, Natriumsaccharin, Methylcellulose und Gewürze enthält) zur Behandlung von akuten Magen-Darm-Infektionen eingesetzt. Es wurde in Japan von Toyama Chemical produziert und im Juli 1977 in Japan aus dem Handel genommen, nachdem seine Wirksamkeit und Sicherheit im Vergleich zu anderen Medikamenten bewertet worden war.

## Sicherheitshinweise
Panfuran-S hat eine karzinogene Wirkung. Nach oraler Gabe über mehrere Wochen entstanden bei Mäusen – in Abhängigkeit von der Dosis – Papillome und Plattenepithelkarzinome des Ösophagus und Vormagens (100 %), Adenokarzinome des Duodenums und/oder Jejunums (59 %) und Übergangsepithelkarzinome der Harnblase (7 %).

## Regulierung
Über den Safe Drinking Water and Toxic Enforcement Act of 1986 besteht in Kalifornien seit dem 1. Januar 1988 eine Kennzeichnungspflicht für Produkte, die Panfuran-S enthalten.

## Externe Links zu erwähnten Verbindungen
1. ↑  Externe Identifikatoren von bzw. Datenbank-Links zu 3-Amino-6-(5-nitro-2-furylethenyl)-1,2,4-triazin:  CAS-Nr.: 875892-62-9, PubChem: 6436102, ChemSpider: 4940776, Wikidata: Q131405613.
2. ↑  Externe Identifikatoren von bzw. Datenbank-Links zu Natriumsaccharin:  CAS-Nr.: 128-44-9, EG-Nr.: 204-886-1, ECHA-InfoCard: 100.004.443, GESTIS: 492890, PubChem: 656582, ChemSpider: 55029, Wikidata: Q27094367.